# Предпорожни
Предпорожни (рус. Предпорожный; јакутски: Предпорожнай) је бивше село у Ојмјаконском рејону, на истоку Републике Јакутије у Русији. Предпорожни се налази 75 км. северно од Уст-Нере, центра рејона.
Налази се на десној обали Индигирке, која утиче у Источносибирско море.

## Становништво
| 1970. | 1979. | 1989. | 2002. |
| ----- | ----- | ----- | ----- |
| 2.033 | 1.358 | 1.240 | 247   |

Село је било укинуто 2007. године због ликвидације комбината «Индигирзолото».